# Per Jermsten
Per Lennart Jermsten, född 7 juli 1929 i Katrineholm, död 5 oktober 2018 i Maria Magdalena församling i Stockholm, var en svensk jurist. Han var från 1988 gift med Anita Werner.
Per Jermsten avlade juris kandidatexamen vid Uppsala universitet 1956, genomförde tingstjänstgöring 1957–1959 och utnämndes till fiskal i Svea hovrätt 1960. Han var tingsfiskal i Köping 1962–1966, adjungerad ledamot i Svea hovrätt 1966–1967, blev assessor i Svea hovrätt 1967 och hovrättsråd 1978. Han hade sakkunniguppdrag i Justitiedepartementet 1967–1970 och i Industridepartementet 1971 samt blev kansliråd i Justitiedepartementet 1972, departementsråd där 1973 och var rättschef på departementet 1976–1979 (tillförordnad 1975). Jermsten var justitieråd i Högsta domstolen 1979–1996. Han är begraven på Maria Magdalena kyrkogård i Stockholm.